# Веренское муниципальное образование
Веренское сельское поселение — муниципальное образование со статусом сельского поселения в Заларинском районе Иркутской области России.
Административный центр — посёлок Веренка.

## Демография
По результатам Всероссийской переписи населения 2010 года
численность населения муниципального образования составила 1059 человек, в том числе 545 мужчин и 514 женщин.

## Населённые пункты
В состав муниципального образования входят населённые пункты
- Веренка
- Тыреть 2-я
- Щеглаева[2]

На территории современного Веренского муниципального образования стоял по обеим сторонам реки Унги населённый пункт Матаган, ныне упразднённый.